# Siripidianá
Siripidianá, en grec moderne : Σιριπιδιανά, ou Syripidianá (Συριπιδιανά), est un village du dème de Mylopótamos, en Crète, en Grèce. Selon le recensement de 2011, la population de Siripidianá compte 54 habitants. Il est situé à une altitude de 80 m et à une distance de 24 km de Réthymnon.